# Нэ (кана)
ね в хирагане и ネ в катакане — символы японской каны, используемые для записи ровно одной моры. В системе Поливанова записывается кириллицей: «нэ», в международном фонетическом алфавите звучание записывается: /ne/. В современном японском языке находится на двадцать четвёртом месте в слоговой азбуке.

## Происхождение
ね и ネ появились в результате упрощённого написания кандзи 祢.

## Написание
|  |  |

## Коды символов вкодировках
- Юникод:
  - ね: U+306D,
  - ネ: U+30CD.